# Rosoy (Oise)
Rosoy is een gemeente in het Franse departement Oise (regio Hauts-de-France) en telt 620 inwoners (2005). De plaats maakt deel uit van het arrondissement Clermont.

## Geografie
De oppervlakte van Rosoy bedraagt 4,9 km², de bevolkingsdichtheid is 126,5 inwoners per km².
De onderstaande kaart toont de ligging van Rosoy (Oise) met de belangrijkste infrastructuur en aangrenzende gemeenten.

## Demografie
Onderstaande figuur toont het verloop van het inwonertal (bron: INSEE-tellingen).